# Philippe Pétain
Henri Philippe Benoni Omer Joseph Pétain (1856 - 1951), thường được biết đến với tên Philippe Pétain, là thống chế quân đội Pháp đồng thời là thủ tướng trong chính phủ Vichy từ năm 1940 đến năm 1944. Ông là anh hùng dân tộc của Pháp trong Chiến tranh thế giới thứ nhất nhưng đến cuối đời lại bị kết tội phản quốc vì đã hợp tác với Đức Quốc xã trong Chiến tranh thế giới thứ hai. Do đó, những chiến công của ông trong cuộc Đại chiến thế giới lần thứ nhất đã bị che lấp bởi sự "bán nước" của ông trong cuộc Đại chiến thế giới lần thứ hai.

## Cuộc đời
Henri Philippe Pétain sinh ngày 24 tháng 4 năm 1856 tại Cauchy-à-la-Tour, miền bắc nước Pháp. Ông gia nhập quân đội Pháp năm 1876. Sau đó, ông trở thành huấn luyện viên ở quân trường và lần lượt lên chức Đại úy năm 1890, Thiếu tá năm 1900 và Đại tá năm 1914.

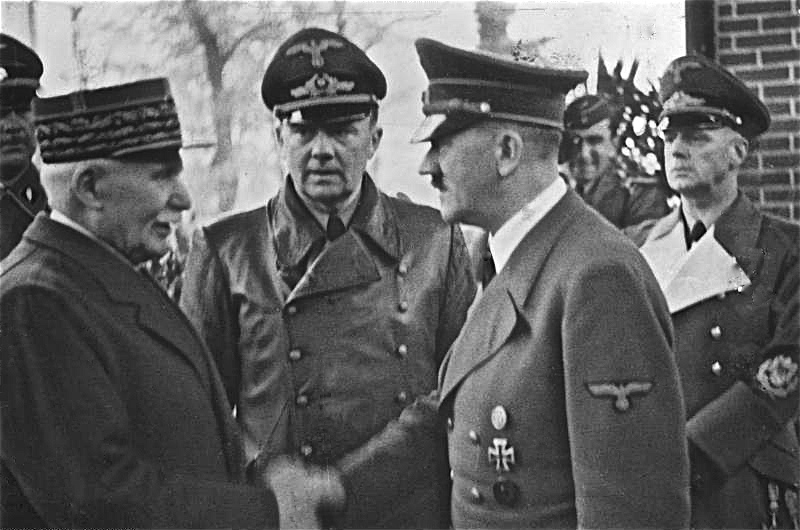
Phillipper Pétain (bên trái) gặp Adolf Hitler (bên phải)

Năm 1914, Pétain tham gia trận sông Marne lần 1 với quân hàm Thiếu tướng. Vào năm 1915, ông thể hiện tài nghệ thao lược của mình trong trận Champagne lần thứ hai trong tháng 9, mặc dù quân ông đã thất bại và không thể chọc thủng nổi phòng tuyến của quân Đức. Vào năm 1916, ông trở thành anh hùng dân tộc với chiến công ngăn chặn quân Đức trong trận Verdun. Vào năm 1917, ông được phong làm Tổng tư lệnh quân đội Pháp. Trên cương vị này, ông đã đạt được thắng lợi to lớn trong cuộc Tổng tấn công La Malmaison. Ông vẫn giữ chức Tổng tư lệnh quân Pháp cho đến khi Đại chiến kết thúc, cho dù một vị tướng lĩnh Pháp khác là Ferdinand Foch vượt lên ông mà làm Tổng tư lệnh tối cao của quân lực Đồng Minh.
Tuy các tướng Pháp khác (trong đó có Foch) chỉ trích ông là quá thận trọng và cân nhắc, ông có mối quan hệ vững chắc với Đại tướng John J. Pershing của Hoa Kỳ. Sau khi Chiến tranh thế giới thứ nhất chấm dứt, Pétain phục vụ trong một số nhiệm sở trước khi rời quân ngũ vào năm 1931 để tham gia chính trường. Năm 1934, ông trở thành Bộ trưởng Chiến tranh của Pháp với trách nhiệm chuẩn bị cho Chiến tranh thế giới thứ hai. Ông đóng góp to lớn cho việc thiết kế và xây dựng phòng tuyến Maginot, trong đó ông đích thân điểm ra những chỗ tốt nhất để mà dựng xây các pháo đài chính yếu. Năm 1940 Pétain nhậm chức Thủ tướng Pháp và ký hòa ước với Đức quốc xã theo đó Đức quốc xã kiểm soát 3/5 nước Pháp. Từ năm 1940 đến năm 1942, Pétain đứng đầu chính phủ Pháp đóng tại xã Vichy.
Sau khi Đồng Minh tiến vào giải phóng nước Pháp khỏi Đức quốc Xã, Pétain bị quân Đồng Minh bắt và bị kết tội phản quốc vì đã có hợp tác với Đức quốc xã. Ông bị kết án tử hình nhưng sau đó được đổi lại thành án chung thân. Ông mất ngày 23 tháng 7 năm 1951 tại nhà tù trên đảo d'Yeu, ngoài khơi Đại Tây Dương. Dẫu cho ông có mong muốn được chôn cất cùng với các liệt sĩ của trận Verdun, người ta mai táng ông ở một hòn đảo bên ngoài bờ biển Bretagne.